# 茨城県道238号須賀北埠頭線

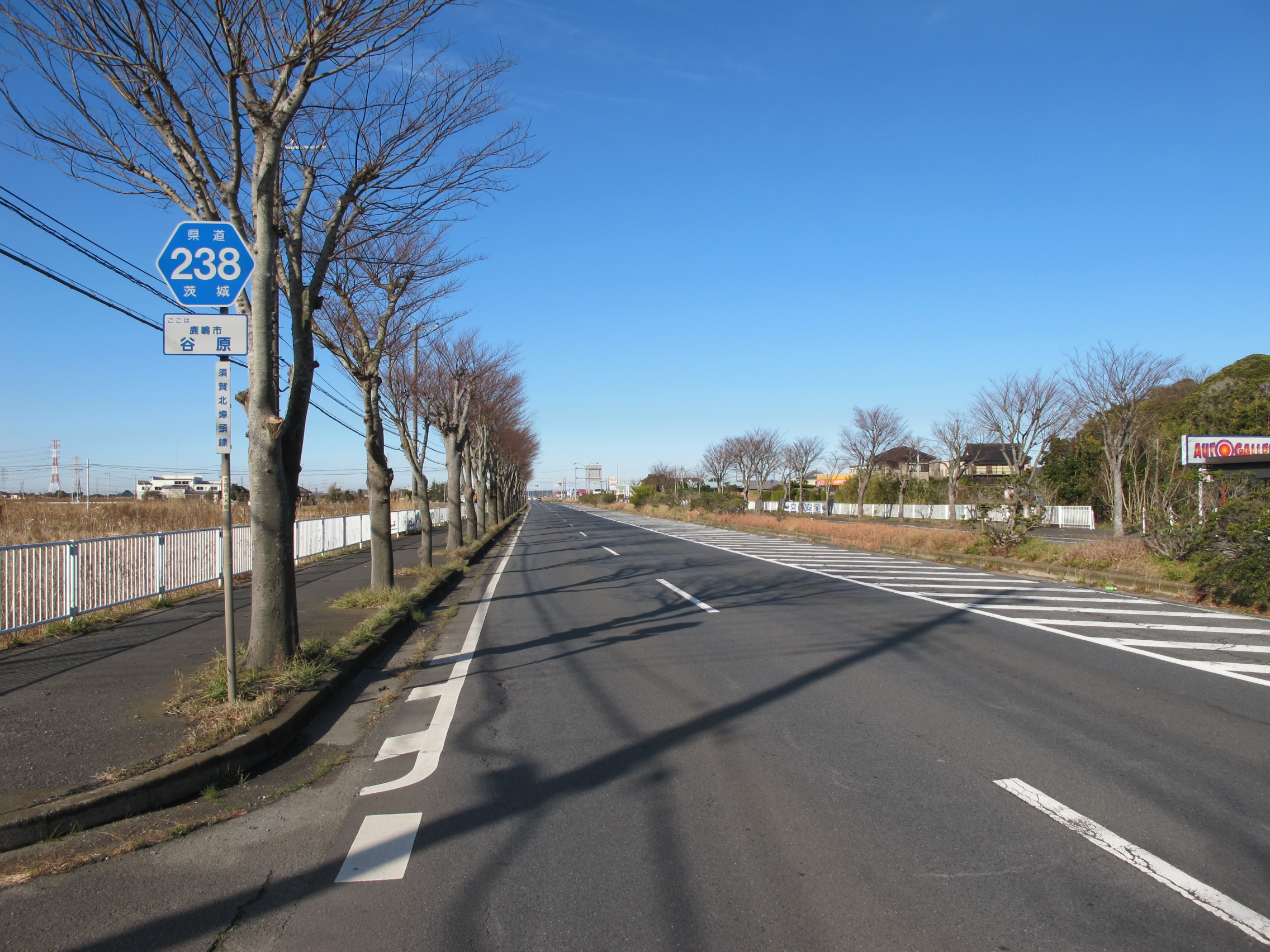
茨城県道238号須賀北埠頭線
鹿嶋市谷原（2013年1月）

茨城県道238号須賀北埠頭線（いばらきけんどう238ごう すかきたふとうせん）は、茨城県鹿嶋市須賀から同市内の鹿島港に至る一般県道である。

## 概要
鹿嶋市須賀の茨城県道18号茨城鹿島線より分岐南下し、Y字型の掘込港である鹿島港の北埠頭地区に至って茨城県道239号粟生木崎線と接続する路線。大船津北交差点で国道51号鹿嶋バイパスと、大船津交差点で国道51号旧道と交差する。鹿島臨海工業地帯と国道51号を結ぶ同地区を代表する全線4車線の産業道路で、地元でも通称「産業道路」とよばれる。

### 路線データ
- 起点：茨城県鹿嶋市大字須賀字水神1172番地（茨城県道18号茨城鹿島線交点＝須賀T字路交差点）[1]
- 終点：茨城県鹿嶋市大字泉川2050番地（茨城県道239号粟生木崎線交点）[1]
- 総延長：7.524 km[2]
- 重用延長：0.098 km[2]
- 未供用延長：なし[2]
- 実延長：7.426 km[2]
- 自動車交通不能区間延長[注釈 1]：なし[2]

## 歴史
1974年（昭和49年）10月4日、茨城県は住友金属工業鹿島製鉄所を代表とする鹿島港の北航路周辺の工業団地と国道51号を結ぶ産業道路の整備を行うことに伴い、新規追加の県道路線として、起点を鹿島町（現：鹿嶋市）大字須賀、終点を鹿島町大字泉川を区間とする県道須賀北埠頭線（整理番号395）が路線認定される。前身は、同年廃止された県道須賀息栖東庄線（昭和42年認定）の一部で、鹿嶋市須賀 - 大船津 - 谷原間の道筋を引き継いでいる。1982年（昭和57年）に谷原 - 泉間の開通によって全線が供用され、1995年（平成7年）に行われた茨城県道の路線番号と路線名称の再編によって、整理番号238に変更されて現在に至る。

### 年表
- 1970年（昭和45年）9月7日：前身にあたる須賀息栖東庄線の鹿島町大船津の産業道路区間の一部を供用開始[4]。
- 1974年（昭和49年）10月4日：須賀北埠頭線が路線認定（整理番号395）[3]。
- 1975年（昭和50年）3月31日：道路区域（鹿島郡鹿島町大字須賀 - 鹿島町大字谷原、延長7.145 km）が決定する[5]。
- 1975年（昭和50年）4月1日：道路供用開始（鹿島町大字須賀 - 鹿島町大字谷原、延長7.145 km）[6]。
- 1979年（昭和54年）3月5日：道路区域が、鹿島町谷原 - 泉川の1.333 km延長され、鹿島町大字須賀 - 鹿島町大字泉川の延長8.478 km区間となる[1]。
- 1982年（昭和57年）5月31日：鹿島郡鹿島町大字谷原 - 大字泉川（終点）の道路を供用開始[7]。
- 1992年（平成4年）3月2日：鹿島町大字宮中（起点付近） - 大字大船津（国道51号）の旧道が指定解除により町道に降格[8]。
- 1995年（平成7年）3月30日：整理番号395から現在の番号（整理番号238）に変更される[9]。
- 2000年（平成12年）4月1日：鹿嶋市大字船津 - 鹿嶋市大字泉川の区間を、通行する車両の最大重量限度25トンの道路に指定[10]。
- 2001年（平成13年）3月1日：鹿嶋市大船津の区間を、通行する車両の最大重量限度25トンの道路に指定[11]。
- 2006年（平成18年）4月6日：鹿嶋市大船津 - 同市谷原の区間を、通行する車両の高さの最高限度4.1 mの道路に指定[12]。
- 2008年（平成20年）4月1日：鹿嶋市大字爪木 - 同市大船津の区間を、通行する車両の最大重量限度25トンの道路に指定[13]。
- 2019年（令和元年）7月31日：鹿嶋市谷原（谷原交差点） - 同市泉川（茨城県道239号交点）を、通行する車両の高さの最高限度4.1 mの道路、および国際コンテナ車[注釈 2]の重量・長さ上限を引き上げる道路指定[14]。

## 路線状況
道路法の規定に基づき、鹿嶋市爪木（一般県道茨城鹿島線交差） - 同市大船津（大船津北交差点）間は、緊急輸送道路として機能を維持するため、災害発生時の被害拡大防止を目的に道路用地内に電柱を建てることが制限されている。

## 地理

### 通過する自治体
- 茨城県
  - 鹿嶋市

### 交差する道路
- 茨城県道18号茨城鹿島線（起点）（鹿嶋市須賀・須賀T字路交差点）
- 茨城県道18号茨城鹿島線（鹿嶋市爪木）
- 国道51号鹿嶋バイパス（鹿嶋市大船津・大船津北交差点）
- 国道51号・茨城県道242号鉾田鹿嶋線（鹿嶋市大船津・大船津交差点）
- 茨城県道260号谷原息栖東庄線（鹿嶋市谷原）
- 国道124号（鹿嶋市谷原、谷原交差点）
- 茨城県道239号粟生木崎線（終点）（鹿嶋市泉川）

### 沿線
- JR鹿島線
- 鹿島港